# Маркварт IV
Маркварт IV (на немски: Markwart IV von Eppenstein, * 1010/1020, † 1076) от род Епенщайни, е граф на Фихбахгау, от 1039 г. граф в Каринтия, маркграф на Истрия-Крайна (1070) и херцог на Каринтия (1073 – 1076 ?).

## Биография
Той е най-големият син на херцог Адалберо от Епенщайн († 1039) и на Беатрис († сл. 1025), дъщеря на Херман II, херцог на Швабия от Конрадините.
Маркварт става през 1070 г. маркграф на Истрия-Крайна и тръгва през 1072 г. с крал Хайнрих IV против Унгария. След свалянето на херцог Бертхолд от род Церинги в края на 1072 г. той става херцог на Каринтия.
Маркварт IV основава през 1076 г. манастира „Св. Ламбрехт“ в днешна Щирия. Той умира през 1076 г.

## Семейство и деца
Маркварт се жени 1045/1050 г. за Луитбурга фон Плайн († 1065), дъщеря на граф Лиутолд II фон Плайн († пр. 1103). Те имат децата:
- Луитполд (* 1045/1050, † 12 май 1090)
- Хайнрих III (* 1050, † 4 декември 1122)
- Маркварт († пр. 16 юни 1076)
- Улрих († 21 декември 1121), абат на манастир „Св. Гален“ (1077), патриарх на Аквилея (1085)
- Херман (* 1055, † 1087), антиепископ на Пасау (1085 – 1087)